# Gruben (Adelsgeschlechter)
Gruben ist der Name mehrerer, untereinander nicht stammesverwandter Adelsgeschlechter des deutschen Sprachraumes.

## Gruben (Kehdingen)

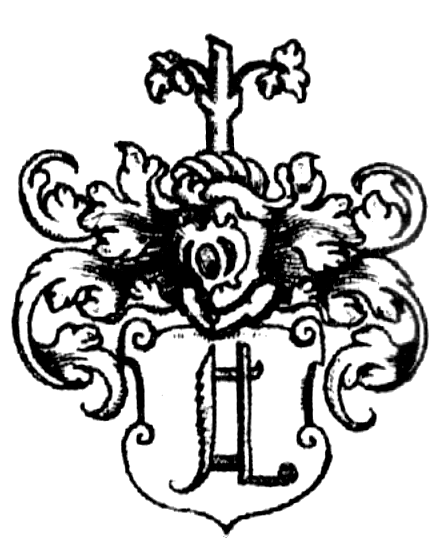
Wappen derer von Gruben (Kehdingen) = von der Decken

Die kehdingischen Gruben sind ein bremisches Geschlecht und erscheinen erstmals urkundlich mit Werner Grube im Jahre 1334 im Alten Land. Die gesicherte Stammreihe beginnt um 1500 mit Otto von Gruben, Erbherr auf Wächterndorf.
Frühere Autoren sehen die Familie als Nachfahren Heinrich I. Grubo der 1208 als Ministeriale des welfischen Pfalzgrafen Heinrich erscheint, und Stammvater der bereits zu Beginn des 15. Jahrhunderts erloschenen Herren Grubo von Grubenhagen war. Demnach soll die gesicherte Stammreihe bereits mit Woldemar (urkdl. 1305) ux. Armgard Ketteler beginnen, woraus sich auch eine Wappenverwandtschaft erklärt.
Ebenfalls wurde eine Stammverwandtschaft mit den Herren von der Decken postuliert, wobei eine Wappenverwandtschaft unstrittig besteht.
Das Geschlecht hatte sich früh nach Mecklenburg verbreitet, wo sie bereits 1335 urkundlich als Pächter auftraten. Im Herzogtum Bremen selber besaß die Familie die Güter Bützfleth, Drochtersen, Eggerkamp, Gerdenhoff, Götzdorf, Graverort, Hohelucht, Klindt, Kuhla, Lake, Marne, Nienstede und Ritsch.
Die Familie hat einige namhafte Offiziere gestellt, so auch den kurbrandenburgischen Hauptmann Stephan von Gruben, welcher 1659 vor Stettin gefallen war. Ebenfalls diese Familie angehörig war der königlich hannoversche Generalmajor Philipp Moritz von Gruben (* 1766; † 1828).
Zweige der Familie bestehen bis in die Gegenwart fort, die Stammreihe wurde zuletzt im Genealogischen Handbuch des Adels veröffentlicht.
Das Stammwappen zeigt in Gold drei rote Rosen. Auf dem Helm mit rot-goldenen Decken, eine rote Rose zwischen zwei schwarzen Federn. Bereits seit dem 14. Jahrhundert wird im Silber ein schwarzer Kesselhaken (Ketteler) geführt. Auf dem Helm mit schwarz-silbernen Decken drei rote Rosen. Seit dem 18. Jahrhundert wird als Helmzier ein natürlicher Eichenstamm mit zwei in die Höhe stehenden grünen Blättern (von der Decken) geführt.
Das Wappen der Familie von Gruben (Kehdingen) mit dem Kesselhaken ist identisch mit dem Wappen der Familie von der Decken. In Wappenbuch von Johann Siebmacher 1605 dort auf S. 181 mit der irritierenden Schreibweise v. der Tecke.

## Gruben (Pommern)

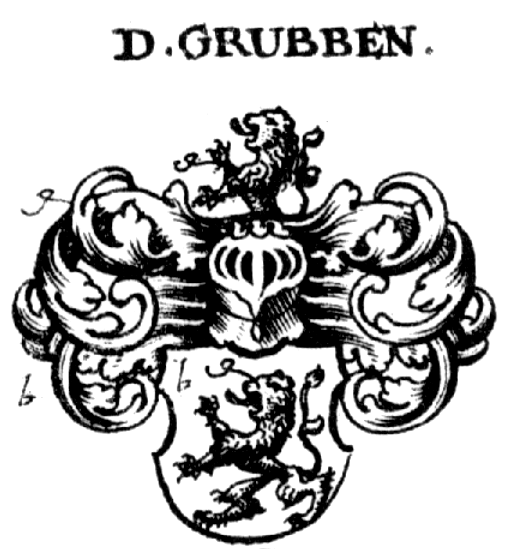
Wappen derer von Gruben (Pommern)

Die pommerschen Grubbe, später erst auch Gruben, oder nach ihren Gütern mit den Beinamen Krempiechowski und Niezuchowski sind kaschubischen Ursprungs und erscheinen zuerst im Lauenburgischen in Hinterpommern mit Matzke, Caspar Woytke und Misseke im Jahre 1493, als sie von Herzog Bogislaw ihre Lehngüter Krampkewitz und Klein Wunneschin erhalten.
Die Familie besaß im Lauenburgischen, teilweise bis ins frühe 19. Jahrhundert, weiterhin Bergensin, Bochow, Ober und Unter Comsow, Jezow sowie Nesnachow, Gliesnitz im Kreis Stolp und schließlich Anteil A an Wyczlin im späteren Kreis Neustadt in Pommerellen. Im fortgesetzten 19. Jahrhundert war die Familie in Pommern nicht mehr grundgesessen.
Der königlich preußische Oberstleutnant Johann Friedrich Wilhelm von Gruben erwarb 1807 vor Kolberg den Pour le Mérite sowie bei Großgörschen das Eiserne Kreuz 2. Klasse.
Zweige der Familie bestehen bis in die Gegenwart fort, die Stammreihe ist sowohl im Gotha als auch im Genealogischen Handbuch des Adels erschienen.
Das Stammwappen (Lew) zeigt in Blau einen zweischwänzigen goldenen Löwen mit ausgeschlagener roter Zunge. Auf dem Helm mit blau-goldenen Decken, der Löwe wachsend.
Gelegentlich wird die Familie mit den dänischen Grube vermengt. Diese waren bereits im 15. Jahrhundert in Jütland und Seeland begütert, ein Zweig machte sich um 1700 in Preußen auf Prökuls und Heydekrug bei Memel sesshaft. Dieses Geschlecht führte eine senkrechte Spitzteilung von Silber und Rot im Schild.

## Gruben (Westfalen)

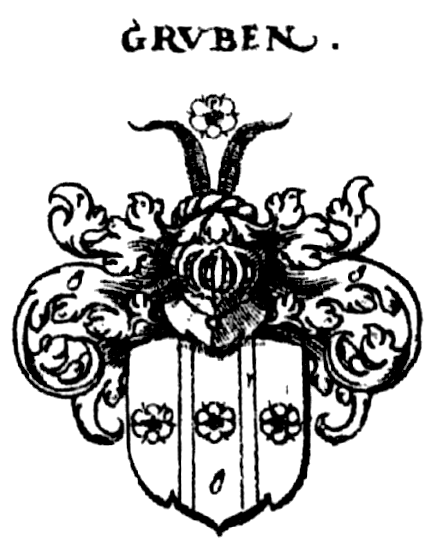
Wappen derer von Gruben (Westfalen)

Die westfälischen Gruben erscheinen zuerst in Paderborn mit Lüdeke Gruben (* 1526), mit dem auch dies durchgängige Stammreihe beginnt. Sein Enkel Florinus Gruben erhielt am 17. September 1644 vom Kaiser den Lit. jur. utr. und das persönliche Palatinat verliehen. Seine Deszendenten führten etwa ab Mitte des 18. Jahrhunderts das Adelsprädikat.
Am 29. Oktober 1822 wurde der Postdirektor Friedrich von Gruben in den niederländischen Adel aufgenommen. Am 17. Mai 1824 erfolgte die Nobilitierung zum Baron. Diesem Zweig ist der belgische Diplomat Hervé de Gruben (1894–1967) zuzurechnen.
Der königlich preußische Landgerichtsassessor Ignaz Wilhelm Marcellin von Gruben erhielt am 23. Mai 1829 die preußische Adelsanerkennung und wurde in die Adelsmatrikel der preußischen Rheinprovinz in die Klasse der Edelleute immatrikuliert (Nr. 135). Am 15. November 1873 erging in Wien ein Diplom zum österreichischen Freiherrenstand für den letztgenannten Sohn Franz Josef von Gruben (* 1829; † 1888), Chef der fürstlich Thurn und Taxis’schen Gesamtverwaltung, als Ritter des Eisernen Kronen Ordens 2. Klasse. Dessen Sohn, Freiherr Joseph von Gruben (* 1859; † 1925), königlich bayerischer Landgerichtsdirektor in München, immatrikulierte sich im Königreich Bayern am 22. Januar 1905 bei der Freiherrenklasse des bayerischen Adels.
Während die Freiherrliche Linie bereits in der zweiten Generation ihren Ausgang gefunden zu haben scheint, bestehen andere Zweige der Familie bis in die Gegenwart fort, die Stammreihe wurde im 20. Jahrhundert mehrfach ausgebreitet.
Das Stammwappen zeigt im goldenen Schild, längsgeteilt durch zwei rote Säulen (Pfähle), in jedem der drei Abteile eine rote Rose, so dass sich eine Reihe ergibt. Zwei Pfähle zeigte auch das Wappen der welfischen Ministerialen Grube von Grubenhagen von der Burg Grubenhagen.
Das Wappen von 1873 ist geteilt, oben in Gold zwei rote Pfähle zwischen drei balkenweise liegenden silberblättrigen, goldbesaumten roten Rosen, unten in Rot zwei auswärts gekehrte silberne Flügel. Zwei Helme, auf dem rechten mit rot-goldenen Decken eine goldbesaumte rote Rose zwischen zwei schwarzen Reiherfedern, auf dem linken mit rot-silbernen Decken ein wachsender goldener Löwe zwischen offenem silbernen Flug. - Der Wahlspruch lautet: Ex fide fidelitas.

## Gruben (1776)

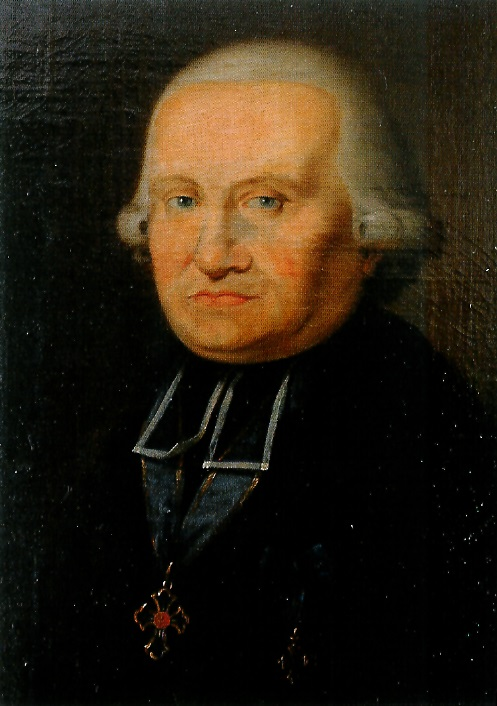
Karl Klemens von Gruben (1764–1827), Weihbischof in Osnabrück

Die ursprüngliche seit 1530 im Raum Köln sesshaften rheinländischen Gruben beginnen mit dem kurkölnischen Geheimrat Constantin Gruben, der am 15. Juni 1776 in Wien in den Reichsritterstand gehoben wurde. Seine Söhne Ignaz Friedrich von Gruben, kaiserlicher Reichskammergerichtsassessor in Wetzlar, Karl Klemens von Gruben (* 1764; † 1827), Weihbischof und Generalvikar des Bistums Osnabrück und Peter Joseph von Gruben (* 1773; † 1851), Minister im Großherzogtum Hessen, wurden am 8. März 1805 in Wien in den Reichsfreiherrenstand gehoben.
Diese Geschlecht besaß im Raum Ahrweiler die Güter Altenweg, Gelsdorf im Kreis Wittlich, Iplendorf im Kreis Rheinbach und Schlinghoven im Kreis Mülheim.[4]
Der älteste der drei Brüder Ignaz Friedrich von Gruben immatrikulierte sich am 4. September 1815 bei der Freiherrenklasse der bayrischen Ritterschaft im Königreich Bayern, als Kämmerer und Geheimrat. Vormals war er großherzoglich frankfurter Wirklicher Staatsrat und Gesandter in Aschaffenburg.
Dieser hatte das Gut Irsing gekauft und bis zu seinem Tod besessen.
Zweige der Familie bestehen bis in die Gegenwart fort, die Stammreihe wurde zuletzt im Genealogischen Handbuch des Adels veröffentlicht.
Das Wappen von 1805 ist geteilt, zweimal gespalten und belegt mit schwarz-bordiertem silbernen Herzschild, darin ein zweischwänziger schwarzer Löwe mit einer vierblättrigen roten Rose in den Pranken, 1 in Gold ein ovaler blauer Handspiegel, 2 in Blau ein goldener Schräglinksstrom, belegt im rechten Obereck von einem goldenen Stern, 3 und 5 in Gold eine vierblättrigen roten Rose, 4 in Blau 3 (2, 1) Silber-blättrige grüne Rosen, 6 in Blau 3 von rechts nach links aufsteigende goldener Felsen, belegt im rechten Obereck von einem goldenen Stern; drei Helme, auf dem rechten mit rot-goldenen Decken eine vierblättrige rote Rose zwischen zwei goldenen Büffelhörnern, auf dem mittleren mit schwarz-silbernen Decken der Löwe wachsend, auf dem linken mit blau-goldenen Decken ein goldener Stern zwischen einem geschlossenen bauen Flug; Schildhalter: zwei schwarze Löwen.